# Ottorino Mezzetti
Ottorino Mezzetti (Roma, 30 novembre 1877 – Arezzo, 29 settembre 1962) è stato un generale italiano, che partecipò alla guerra italo-turca e alla prima guerra mondiale.

Tre promozioni per merito di guerra

Ottorino Mezzetti

Dopo la fine del primo conflitto partecipò alle operazioni di riconquista della Libia, e fu successivamente governatore dell'Amara (Africa Orientale Italiana) dal 1937 al 1º gennaio 1939. Nominato Senatore del Regno d'Italia, non ricoprì mai alcun incarico militare durante la seconda guerra mondiale. Decorato con la croce di Cavaliere dell'Ordine militare di Savoia, di quattro medaglie d'argento al valor militare, e di tre croci al merito di guerra.

## Biografia
Nacque a Roma il 30 novembre 1887, figlio di Luigi e di Elvira Perfetti. All'età di dodici anni è iscritto a frequentare il Collegio militare di Roma passando successivamente alla Scuola militare della medesima città nel 1895.
Dopo aver conseguito il diploma, in pieno periodo coloniale, con il grado di sottotenente viene inviato in Congo nel 1903 al fine di partecipare insieme con altri ufficiali italiani all'organizzazione dell'esercito locale, dal momento che sebbene lo stato fosse possedimento del Regno del Belgio, tale era la presenza di italiani che il governo locale aveva chiesto all'Italia di occuparsi della formazione dell'esercito in cambio di consistenti concessioni.
Rimase in Congo sino al 1906, e una volta rientrato in Patria frequentò la Scuola di guerra dell'esercito a Torino. Tra il 1911 ed il 1912 prese parte alla guerra italo-turca. Divenuto maggiore, all'atto dell'entrata in guerra del Regno d'Italia, avvenuta il 24 maggio 1915, assunse il comando del I Battaglione del 59º Reggimento della Brigata Calabria con il quale, da Roma si trasferì a partire dal 25 dello stesso mese ad Agordo, in Val Cordevole, posto alle dipendenze della 17ª Divisione. A partire da Agordo mosse verso il castello di Andraz, posto poco sotto il Passo Falzarego, per raggiungere poi le pendici del Col di Lana.
Nominato Cavaliere dell'Ordine della Corona d'Italia il 2 aprile 1916, dopo duri combattimenti sarà lui, il 17 dello stesso mese, a dare l'ordine di far saltare i detonatori della mina posta sul picco per conquistare la posizione nemica. Dalla regione del Col di Lana il suo battaglione fu trasferito sul fronte del Monte Colbricon nei pressi di Passo Rolle, dove combatte per alcuni mesi nell'inutile tentativo di sfondare le linee nemiche verso la Val di Fiemme. Promosso tenente colonnello, dal 28 febbraio al 5 giugno 1917, data in cui rimase ferito in azione, fu comandante del 14º Reggimento fanteria della Brigata Pinerolo. Dopo l'esito negativo della battaglia di Caporetto la brigata "Calabria" si riposizionò sulla linea del Piave tra il Monfenera e il Monte Tomba, partecipando poi alla battaglia di Vittorio Veneto, compiendo attacchi sull'Asolone.
Il 28 dicembre 1919 venne nominato Ufficiale dell'Ordine della Corona d'Italia.
Terminato il conflitto rimase senza specifici impieghi sino al 1924 quando, durante l'occupazione della Tripolitania, occupò alla testa della sua colonna la città di Sirte. Nel 1927 fu spostato in Cirenaica dove, resosi conto che gli uomini di Omar al-Mukhtar si rifugiavano nel deserto interno dove gli automezzi italiani non potevano raggiungerli per mancanza di autonomia, decise di mutare tattica e di utilizzare mezzi più efficienti e di muoversi su più colonne per operare manovre avvolgenti che circondassero l'avversario. Senza alcun preavviso lanciò le proprie truppe alle quattro del mattino verso il Gebel cogliendo i senussi alla sprovvista e sconfiggendoli in una serie di scontri. Nel suo successivo proclama alle truppe, in data 6 settembre 1927, dopo la fine delle operazioni estive sul Gebel, inneggiò al governo della colonia, all'esercito, al re e all'Italia, senza proferire una parola di apprezzamento per il duce, a cui i riferimenti di Rodolfo Graziani erano costanti. Ciò gli causò problemi, anche se venne promosso generale di brigata il 16 giugno 1928.
Dati i suoi legami di lunga data con l'Africa, fu nominato governatore dell'Amara (Africa Orientale Italiana) dal 1937 al 1º gennaio 1939 e in quello stesso anno fece definitivamente rientro in Patria. Sempre nel 1937, per i meriti acquisiti, era stato elevato al rango di generale di corpo d'armata.
Il 25 marzo 1939 fu nominato a Senatore del Regno d'Italia, e dal 17 aprile dello stesso anno al 5 agosto 1943 fece parte della Commissione d'affari dell'Africa italiana. Dopo la caduta del fascismo (25 luglio) e la firma dell'armistizio dell'8 settembre 1943 fu sottoposto a procedimento di epurazione, venendo dichiarato decaduto dalla carica di senatore in data 28 dicembre 1944. Non ricoprì mai alcun incarico militare durante la seconda guerra mondiale. Morì ad Arezzo il 29 settembre 1962.

## Pubblicazioni
- Dal Piede alla cima del Col di Lana. Giugno 1915 - Aprile 1916, Ministero della guerra, Roma, 1934.
- Guerra in Libia - Esperienze e ricordi, Cremonese, Roma, 1934.

### Annotazioni
1. ↑  Tale richiesta era stata formalizzata al governo italiano da Re Leopoldo II del Belgio, e autorizzata da Vittorio Emanuele III di Savoia.

### Fonti
1. 1 2 3 4 5 6 7 8 9 10 11 12  Fronte Dolomitico.
2. 1 2 3 4  Generals.
3. 1 2 3 4 5 6  Istituto Cultura Storia Militare.
4. ↑  Randazzo 2008, p. 112.
5. 1 2  Federica Saini Fasanotti 2012, p. 265.
6. ↑   Bollettino ufficiale delle nomine, promozioni e destinazioni negli ufficiali e sottufficiali del R. esercito italiano e nel personale dell'amministrazione militare, 1938,  p. 6173. URL consultato il 3 ottobre 2019.